# Zahradníkův pes (Grisar)
Zahradníkův pes (též Zahradnický pes, ve francouzském originále Le Chien du jardinier), je komická opera (opéra comique) o jednom dějství francouzského skladatele Alberta Grisara na libreto Lockroye (vl. jm. Joseph-Philippe Simon, 1803-1891) a Eugèna Cormona (vl. jm. Pierre-Étienne Piestre, 1811-1903). Poprvé byla uvedena v pařížském Théâtre de l'Opéra-Comique (Salle Favart 2) dne 16. ledna 1855.

## Vznik díla
Jednoaktovou komickou operu Zahradníkův pes složil Grisar na vrcholu své kariéry. Pes ve skutečnosti v opeře nevystupuje; povedené libreto z vesnického prostředí se zakládá na historce o zahradnickém psu, který se nemá k vlastní misce chutného žrádla, o cizí kost je však ochoten se poprat. (Není tedy žádná námětová souvislost se Zahradníkovým psem Lope de Vegy.)
Mezi Grisarovými operami má Zahradníkův pes největší míru hudební jednoty. Dílo mělo okamžitý úspěch; byl to poslední nesporný triumf Grisarovy kariéry. Nejoblíbenějším číslem byla titulní píseň (Le chien du jardinier est un chien bien particulier...), kterou uvedl ve známost zejména první představitel Justina Jean-Baptiste Faure.
Mimo Francii byl Zahradníkův pes hrán často v anglicky mluvícím prostředí, do střední Evropy jej uvedlo po autorově smrti až Prozatímní divadlo v Praze (premiéra 7. listopadu 1872) v překladu Josefa Jiřího Stankovského pod názvem Zahradnický pes. Později byl v Národním divadle hrán v překladu Václava Judy Novotného (Zahradníkův pes). Až roku 1884 následovala německá premiéra ve Vídni.
Opera Zahradníkův pes má předehru a 8 zpěvních čísel proložených mluvenými dialogy.

## Osoby a první obsazení
| osoba                          | hlasový obor | premiéra (16.1.1855)                | česká premiéra (7.11.1872) |
| ------------------------------ | ------------ | ----------------------------------- | -------------------------- |
| Justin, bohatý sedlák          | baryton      | Jean-Baptiste Faure                 | Karel Čech                 |
| Catherine, mladá selka         | soprán       | Constance-Caroline (Faure-)Lefebvre | Ema Sáková(-Maislerová)    |
| François, čeledín u Catherine  | tenor        | Charles-Marie-Auguste Ponchard      | Adolf Krössing             |
| Marcelle, Catherinina příbuzná | soprán       | Marie-Charlotte Lemercier           | Helena Vávrová             |

## Děj opery
Děj se odehrává v současnosti (tj., v polovině 19. století) na francouzské vsi.
U selky Catherine slouží mladý a pohledný, ač nepříliš chytrý, čeledín François, který je zamilován do chudé Marcelly. I Marcelle je zamilována do něj a sňatek je na spadnutí (duet Le coq a chanté trois fois). Ale koketní Catherine, když vidí Françoisovo dvoření Marcelle, ze závisti nasadí všechen svůj um, aby Françoise svedla (duet De votre audace il faut vous rendre compte!). A protože François není schopen vysvětlit, v čem je Marcelle lepší než Catherine, není si najednou jist.
Přichází sedlák Justin zeptat se Catherine, jak to vypadá s jejich slíbenou svatbou. Catherine se vytáčí, zatímco Marcelle nechápe, co se děje s Françoisem (kvartet Qu'on est bien au village). Catherine Justinovi se vším šarmem vysvětluje, jak se to se sliby týkajícími se milostných záležitostí má (kuplety Promettre hélas bientôt fait).
Justin a Marcellou ale nechtějí nechat situaci mimo svou kontrolu. Předstírají proto, že — jsouce uvolněni ze svých dosavadních závazků — mohou si tedy vzít jeden druhého. To ovšem mění pro Catherine situaci a ta je ochotna vrátit se k původnímu plánu. Ostatně Justin jí dává najevo, že ji prokouknul, písní o „zahradníkově psovi“ (Le chien du jardinier). Catherine musí ovšem sdělit změnu svého rozhodnutí Françoisovi, který si následně ještě musí vyslechnout výsměch Marcelly a Justina (tercet Ah! l'imbécile, ah! le nigaud), ale nakonec Justin oba milence usmíří.
Ačkoli Catherine snese Justinův triumf, ona a Marcelle si ještě musí vyřídit vzájemné účty (duet De mon absence il paraît qu'on profite). Nakonec se dohodnou, že budou o Françoise losovat, a Catherine vyhraje. Naposledy vychutnává svůj triumf, pak ale spojuje ruce Françoise a Marcelly a sama se vrací k Justinovi. Všichni jsou tedy s výslednou situací spokojeni a ve finále opery opakují ponaučení z příběhu (Le chien du jardinier... Ah! ah! comme on rira le jour où chacun se mariera).